# Jeep CJ
Jeep CJ (від англ. Civilian Jeep — цивільний джип) — цивільна версія відомого армійського джипа Willys MB часів Другої світової війни. Випускався різними компаніями з 1944 по 1986 рік. За цей період змінилося сім поколінь Jeep CJ. З 1986 року отримав нову назву — Jeep Wrangler, під яким випускається досі.
Автомобілі Jeep CJ вироблялися наступними виробниками:
- 1944–1953 рр..: Willys-Overland Motors
- 1953–1963 рр..: Kaiser-Frazer Corporation
- 1963–1970 рр..: Kaiser Jeep Corporation
- 1970–1982 рр..: AMC (American Motors Corporation)
- 1982–1986 рр..: AMC-Renault

## CJ-1A

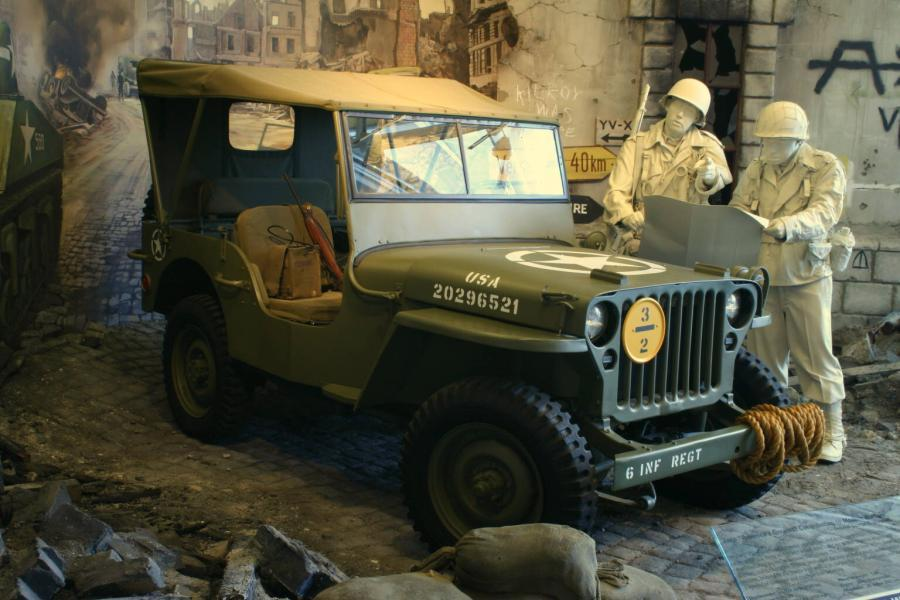
армійський Willys MB

Перший дослідний зразок Willys-Overland CJ1A був випущений в 1944 році компанією Willys-Overland Motors.
Хоча назва CJ-1A містить скорочення CJ, CJ-1A не був доступний в роздрібній торгівлі. CJ-1A був лише прототипом, використовуваним в цілях тестування. Willys виготовив трохи більше трьох десятків CJ-1A в 1944 і 1945 році. Цей джип був безпосередньо заснований на базі військового Willys MB (використовуючи той же двигун) з відкидним заднім бортом, бамперами і тентом цивільного зразка. Жоден такий екземпляр не зберігся.

## CJ-2
Восени 1944 року була побудована дюжина прототипів сільськогосподарського призначення «AgriJeep» CJ-2. Ще одну партію в кількості 22 вдосконалених CJ-2 виготовили на початку 1945 року. Ця партія відрізнялася бічним розташуванням запасного колеса (перед задньою правою колісною аркою) і мідними табличками з написом «Jeep». Запасне колесо встановлювалося попереду заднього колеса з боку пасажира на ранніх моделях і за задннім колесом на пізніших. CJ-2, ймовірно, були розповсюджені на «сільськогосподарських станціях» з метою оцінки.

### CJ-2A

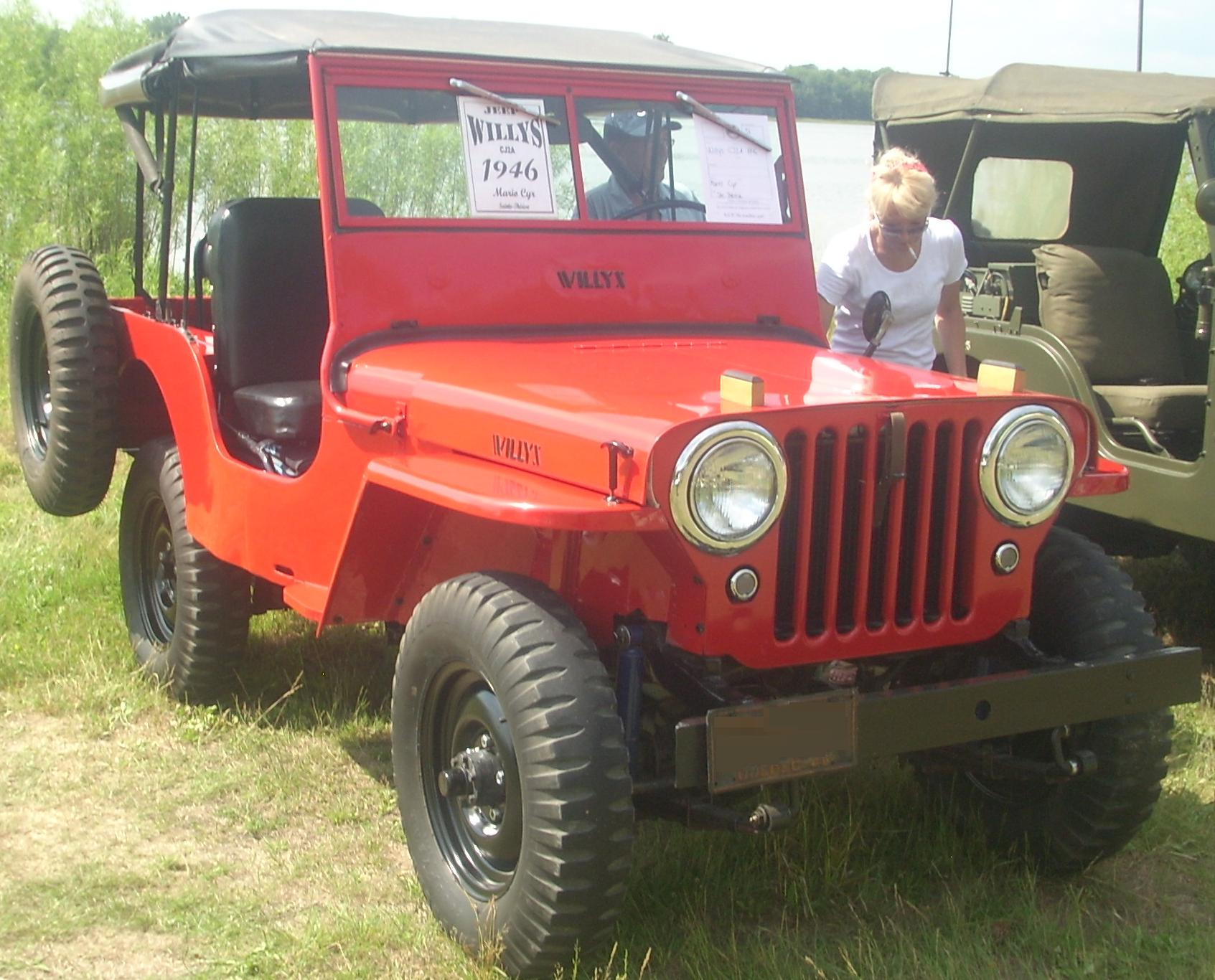
Willys CJ-2A

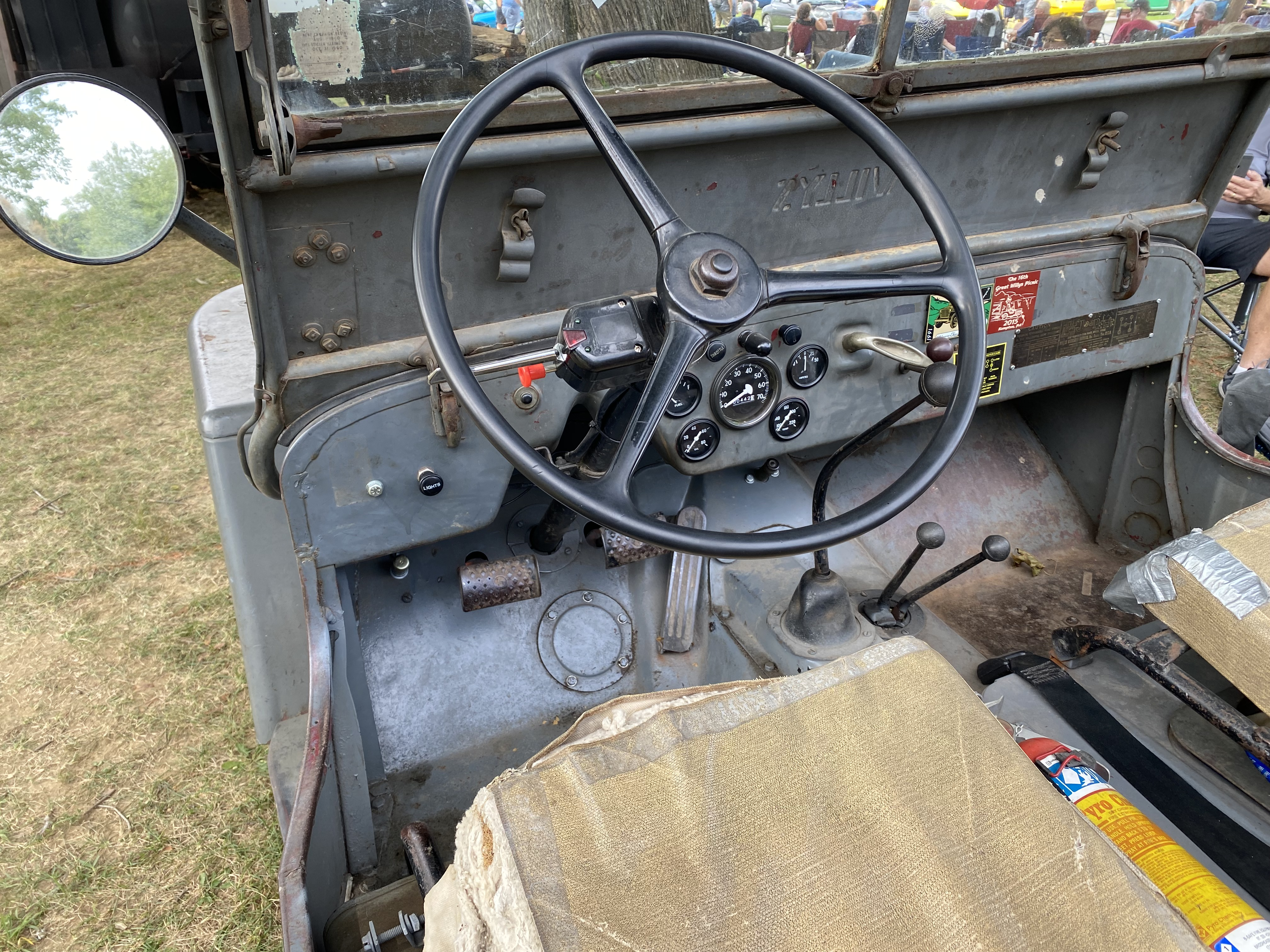

Серійне виробництво Willys-Overland CJ розпочався 17 липня 1945 року. Цивільна версія отримала позначення CJ-2A. Зовні від MB її відрізняли збільшені фари цивільного зразка з хромованою окантовкою, відкидний задній борт з виштампуваками Willys («запаска» була перенесена на правий борт за колісну арку), такі ж виштамповки були на боковинах капота і відкидній рамці вітрового скла. Як і військовий Willys MB, CJ-2A мав роздільне вітрове скло. Двигун Go Devil зі збільшим (під стабільний за якістю цивільний «76-й» бензин) ступенем стиснення був потужнішим від військової версії на пару кінських сил. Стара 3-ступінчаста коробка передач «Warner T-84» була замінена новою триступеневою «Warner T-90», що дозволило збільшити максимальну швидкість. На самих перших випусках CJ-2A ще встановлювалися мости від військового MB з півосями завантаженого типу, а зовні кузова ще зберігалися місця під кріплення інструменту і каністр. Так як CJ-2A був призначений для використання як сільськогосподарський транспортний засіб, він оснащувався заднім механізмом відбору потужності. Продажі CJ-2A стартували досить бурхливо, незважаючи на наявність на військових складах величезної кількості Willys MB, що продавалися за низькою ціною в $ 100. Тираж CJ-2A, що випускався до 1949 року, досяг 214 202 примірників, з яких 1 824 були випущені ще до кінця 1945-го.
На базі Willys-Overland CJ-2A в 1946 році був випущений комфортабельний Willys Jeep Wagon, який протримався на конвеєрі до 1965 року.

## CJ-3

### CJ-3А

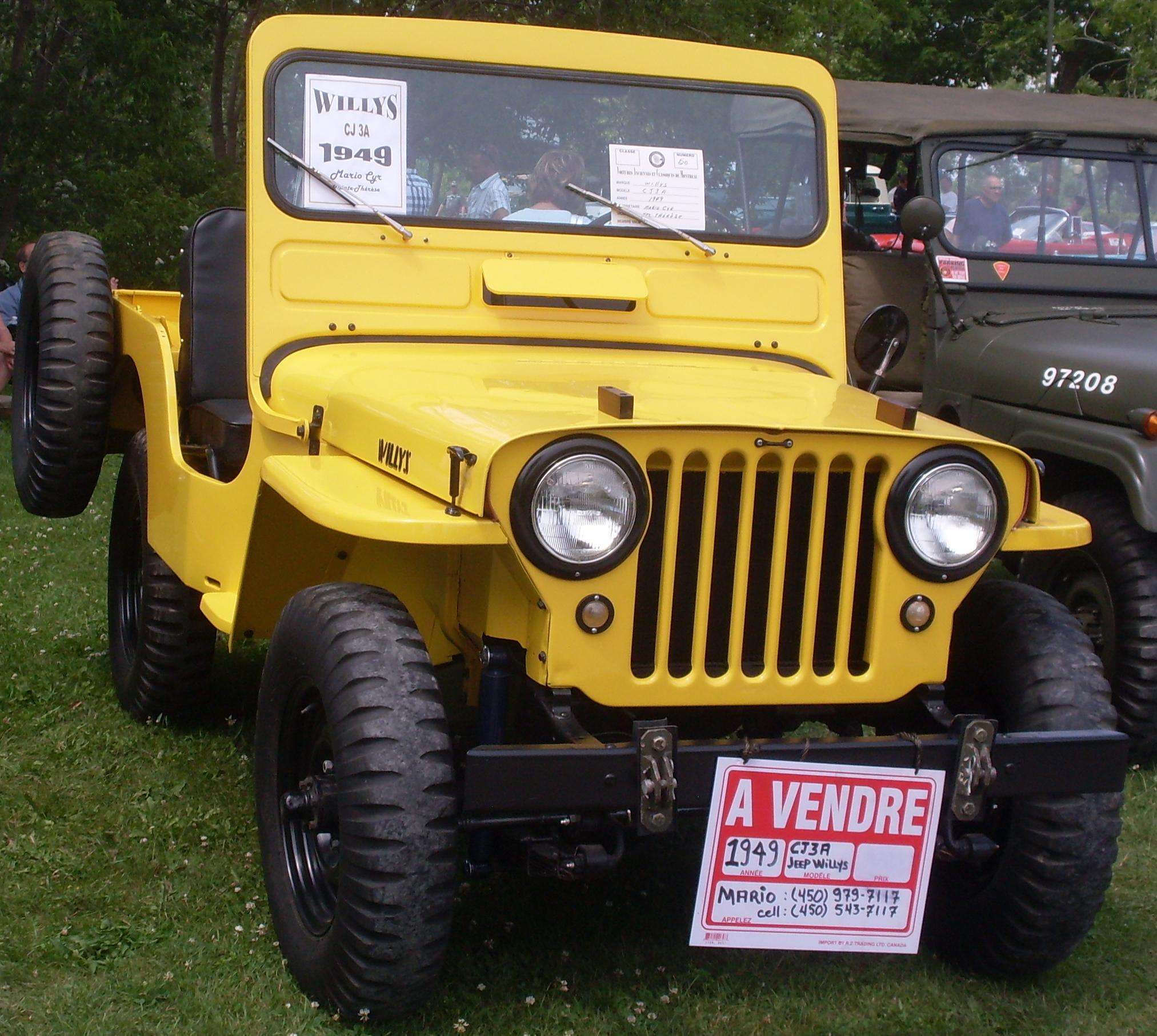
Willys CJ-3A

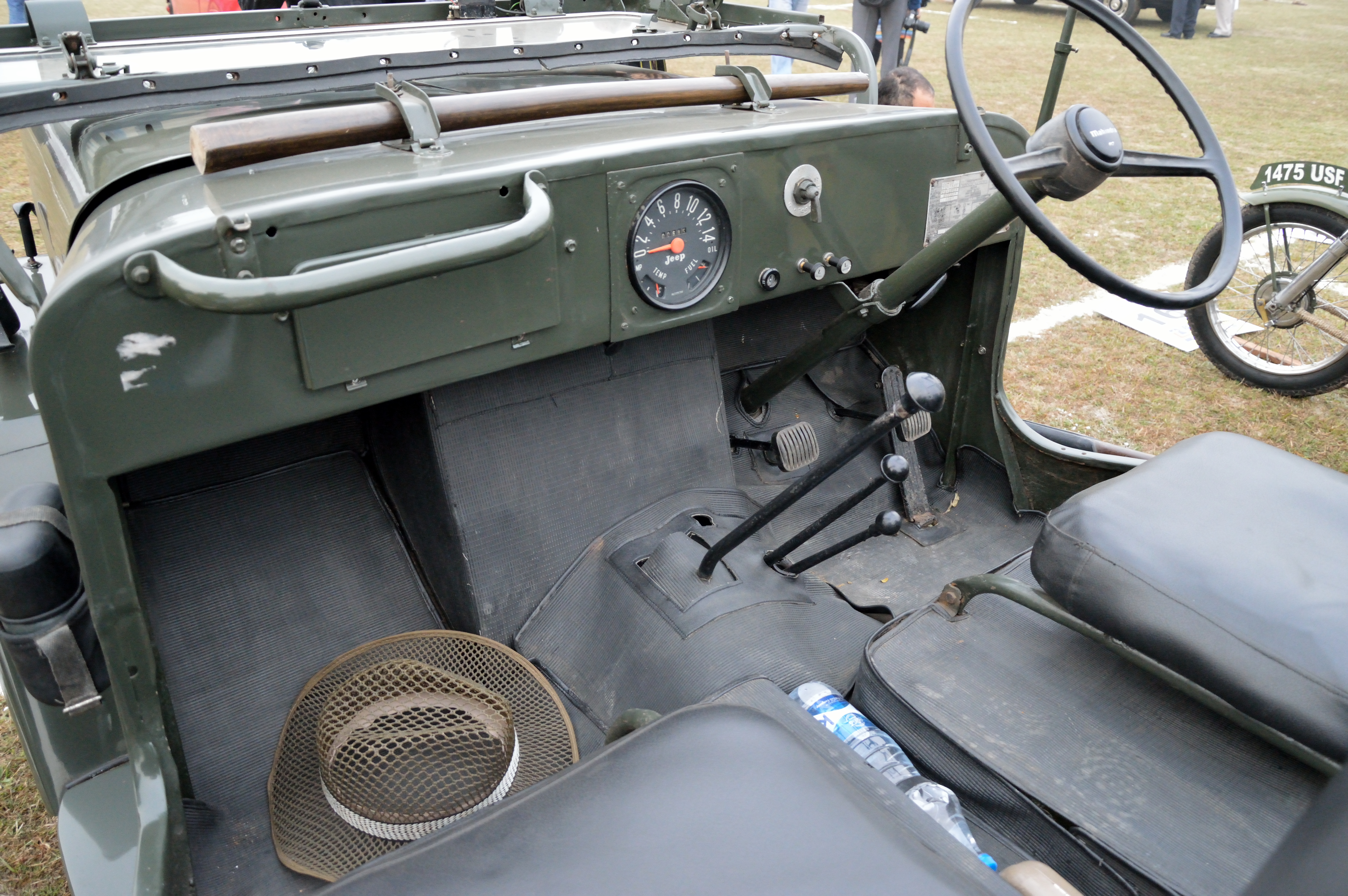

Willys-Overland CJ-3A був випущений в 1949 році на заміну моделі CJ-2A. Характерною рисою стало незнімне вітрове скло без перемички і вентиляційних люків під ним. Крім того, задній міст Spicer 42-1 був замінений на Spicer 44-2. З 1951 року версія «Farm Jeep» оснащувалася коробкою відбору потужності. В цілому з 1949 по 1953 рік було вироблено 131 843 джипів CJ-3A. Його військова версія Willys MC була стандартизована американською армією як M-38.

### CJ-3B

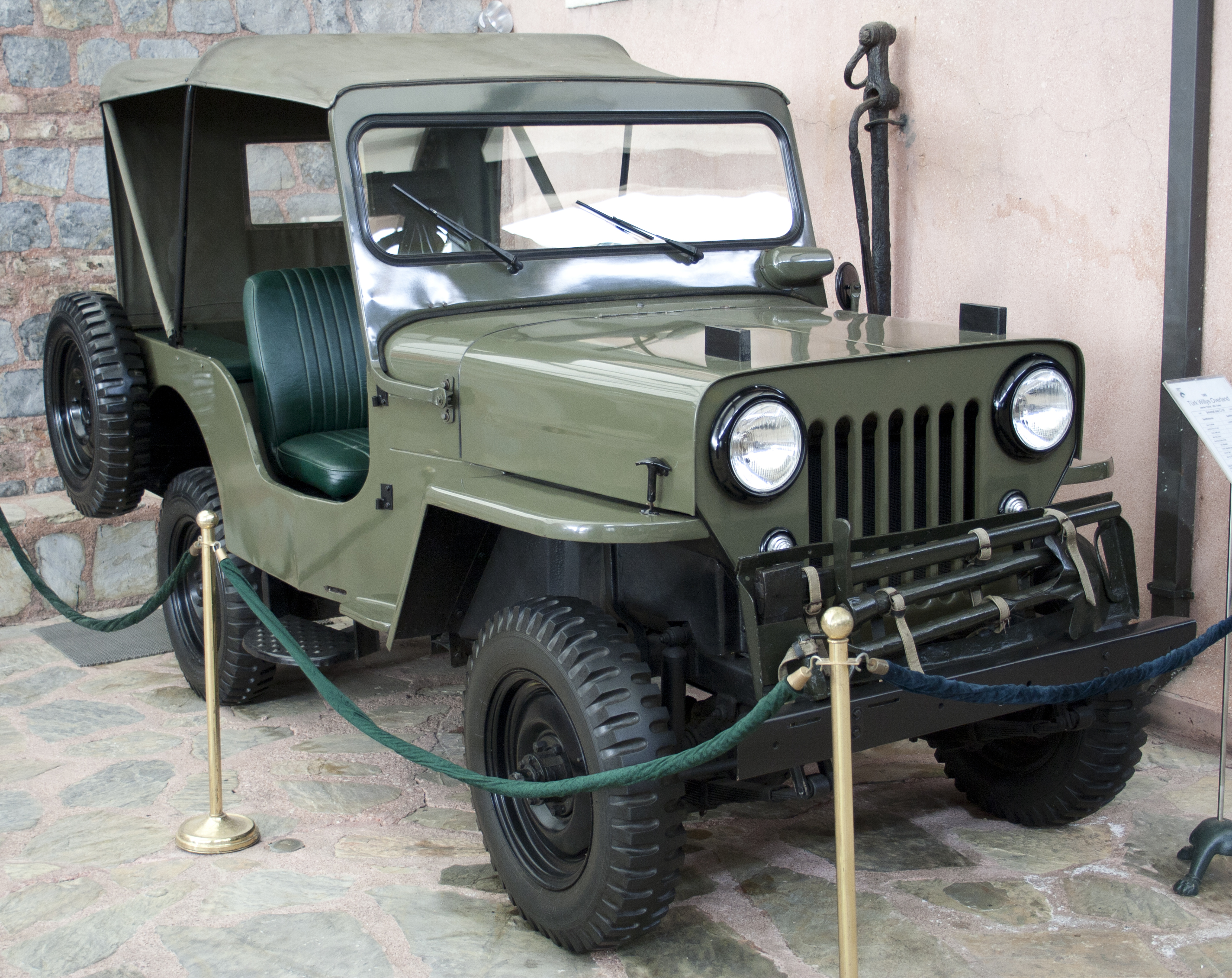
Willys CJ-3B

Willys-Overland CJ-3B замінив модель CJ-3A в 1953 році. В цьому ж році Willys був проданий фірмі Kaiser. Висока решітка радіатора і новий капот дозволили розмістити новий двигун «Willys F4-134 Hurricane». CJ-3B виготовлявся до 1968 року, випущено в цілому 155 494 автомобіля.
Проект CJ-3B ліцензувався для багатьох міжнародних виробників, включаючи Mitsubishi Motors (Японія) і Mahindra (Індія). Mitsubishi припинила виробництво цивільної версії джипів Mitsubishi Jeep J55 в 1998 році, виготовивши приблизно 200 000 одиниць. З 1998 року ця модель поставляється тільки японським силам самооборони. Mahindra згорнула виробництво моделі CJ-3B тільки в 2010 році, замінивши її на більш сучасну Thar (на базі ліцензійного CJ-7).

## CJ-4
Був побудований тільки один Willys-Overland CJ-4 (в 1951 році). Він оснащувався новим двигуном «Willys Hurricane» і мав 81-дюймову (2057 мм) колісну базу. Проект CJ-4 був свого роду проміжною ланкою між CJ-3B і CJ-5. Проект в серію не пішов, і транспортний засіб в кінцевому рахунку було продано фабричному службовцю.

## CJ-5

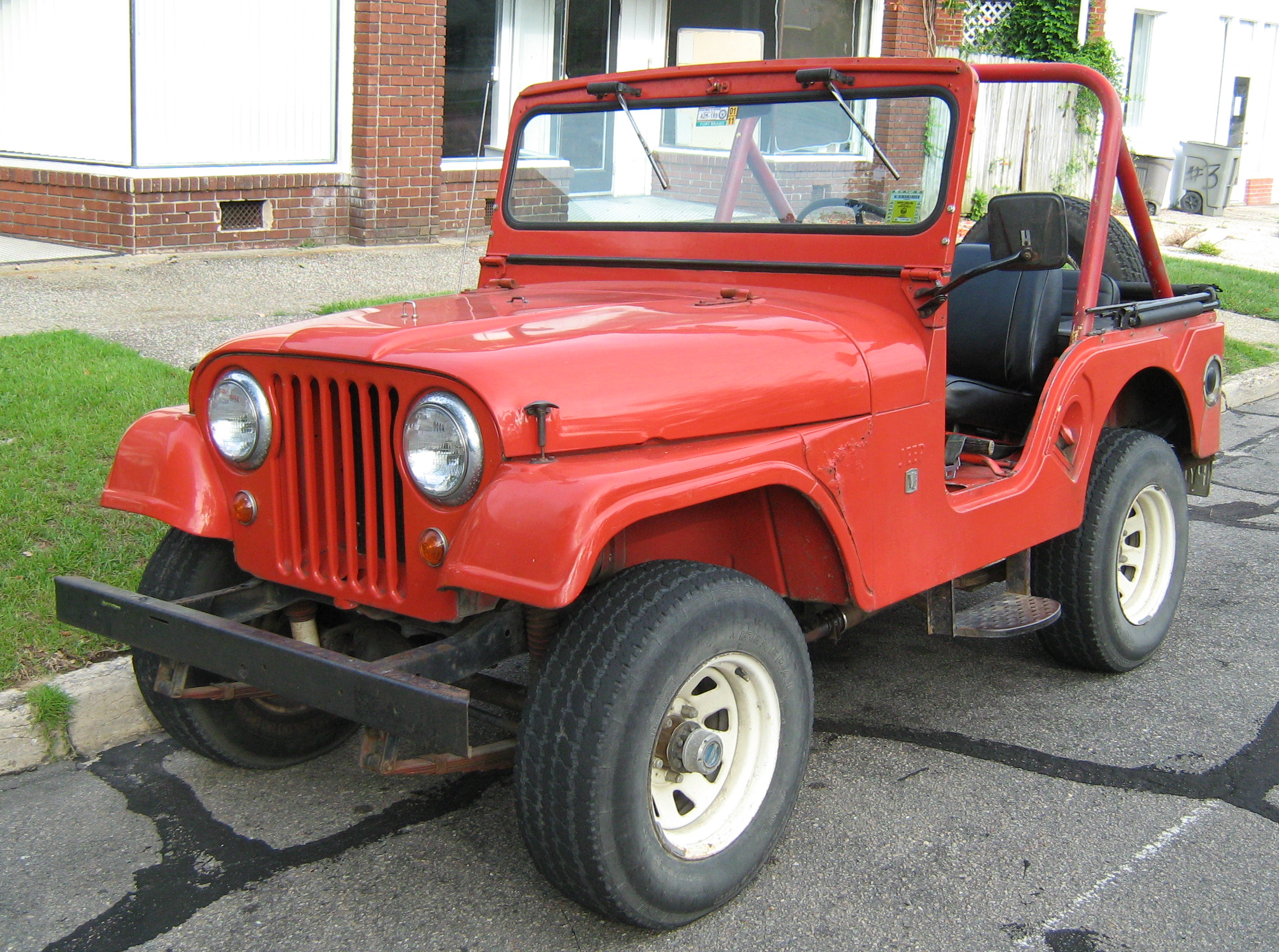
Jeep CJ-5 V6

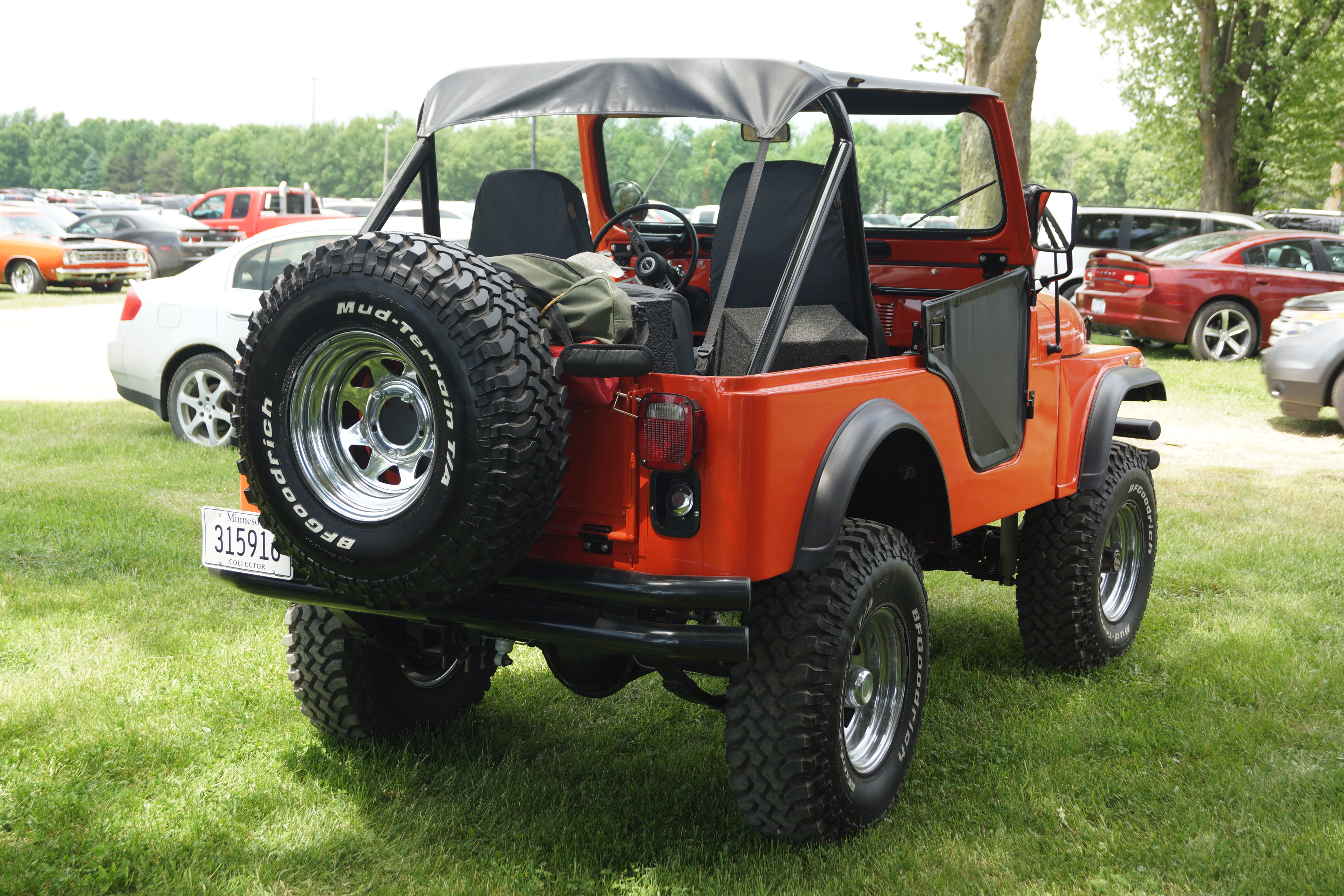

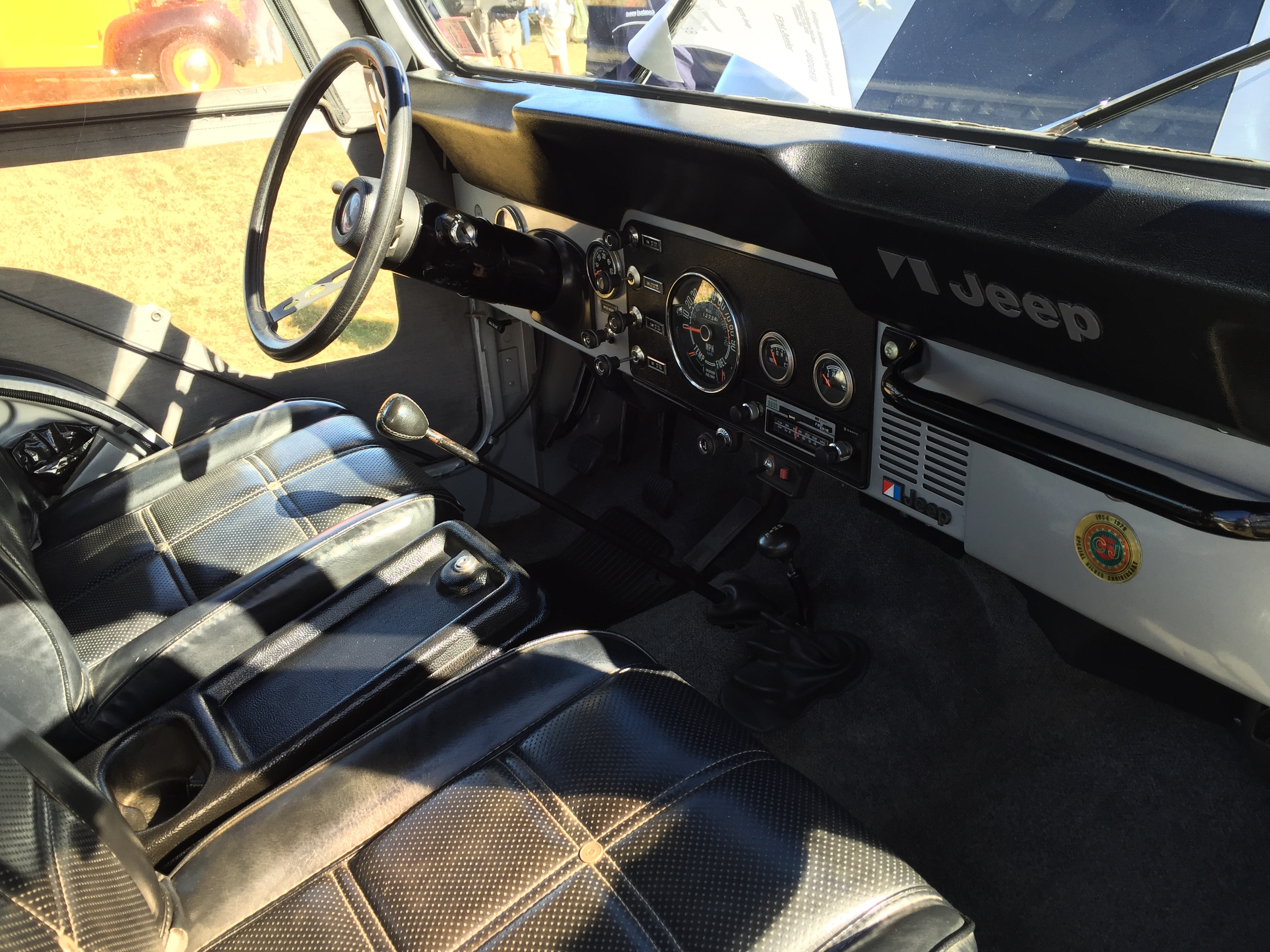

Jeep CJ-5 був створений новим корпоративним власником (Kaiser) під впливом армійського джипа M38A1 (Willys MD) в 1954 році. CJ-5 був призначений замінити CJ-3B, але деякий час обидві моделі випускалися паралельно. У свою чергу CJ-5, що випускався до 1983 року, також випускався паралельно з трьома свіжішими моделями. В цілому вироблено 603 303 екземплярів CJ-5.
У 1965 році Kaiser купив права на виробництво двигуна «Buick Dauntless 225 V6» і CJ-5, і CJ-6 отримали новий двигун потужністю 155 к.с.
У 1970 році компанія була продана фірмі American Motors, і двигун «Buick Dauntless» був знятий з виробництва після 1971 року (так як підрозділ GM Buick викупило назад технологію виготовлення двигуна). AMC в 1972 році почала використовувати свої рядні двигуни з шістьма циліндрами робочим об'ємом 4,2 л, а також пропонувала двигун V8.
Щоб помістити новий рядний двигун з шістьма циліндрами, крила і капот були подовжені на 5 дюймів (127 мм), починаючи з 1972 року колісна база теж була збільшена на 3 дюйми (76 мм).
У 1976 році зовнішність була трохи змінена. На початку 1980-х вийшла версія «Hurricane» («Ураган») - з двигуном «GM Iron Duke I4».
Були також проведені кілька спеціальних моделей CJ-5:
- 1961-1963 рр. - Tuxedo Park Mark III
- 1965 рік - Tuxedo Park Mark IV
- 1969 рік - Camper
- 1969 рік - модель 462
- 1970 рік - Renegade I
- 1971 рік - Renegade II з двигуном Golden Eagle V8
- 1972-1983 рр. - моделі Renegade з п'ятилітровим двигуном AMC V8 і колесами з легкого сплаву
- 1973 рік - Super Jeep
- 1977-1983 рр. - Golden Eagle.

### CJ-5A
З 1964 по 1968 рік випускалася модифікація Jeep CJ-5A.

### Двигуни
- 2.2 л Willys Hurricane I4
- 3.7 л Dauntless V6
- 2.5 л Iron Duke I4
- 3.8 л AMC I6
- 4.2 л AMC I6
- 5.0 л AMC V8 127 к.с., 298 Нм
- 3.1 л Perkins 4.192 I4 diesel

## CJ-6

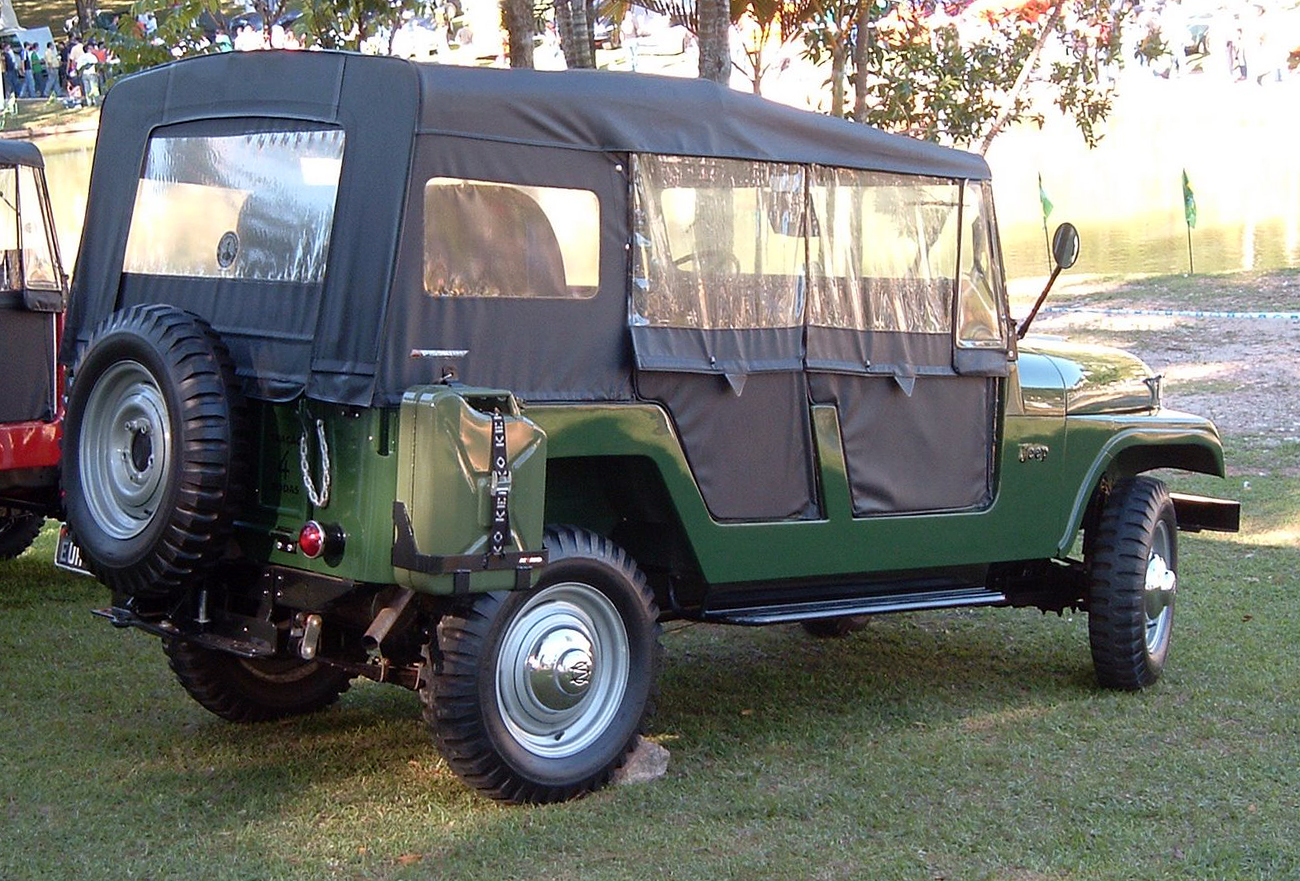
Jeep CJ-6

Jeep CJ6 був довшим варіантом CJ-5 (колісна база 101" - 2565 мм). З'явившись в 1955 році, CJ6 ніколи не був дуже популярний в Сполучених Штатах. Більшість моделей CJ6 було продано в Швеції і Південній Америці. Американські продажі закінчилися в 1975 році. Всього було виготовлено 50 172 машин, коли серія повністю вийшла з виробництва в 1981 році.

### CJ-6A
З 1964 по 1968 рік випускалася модифікація CJ-6A.

## CJ-7

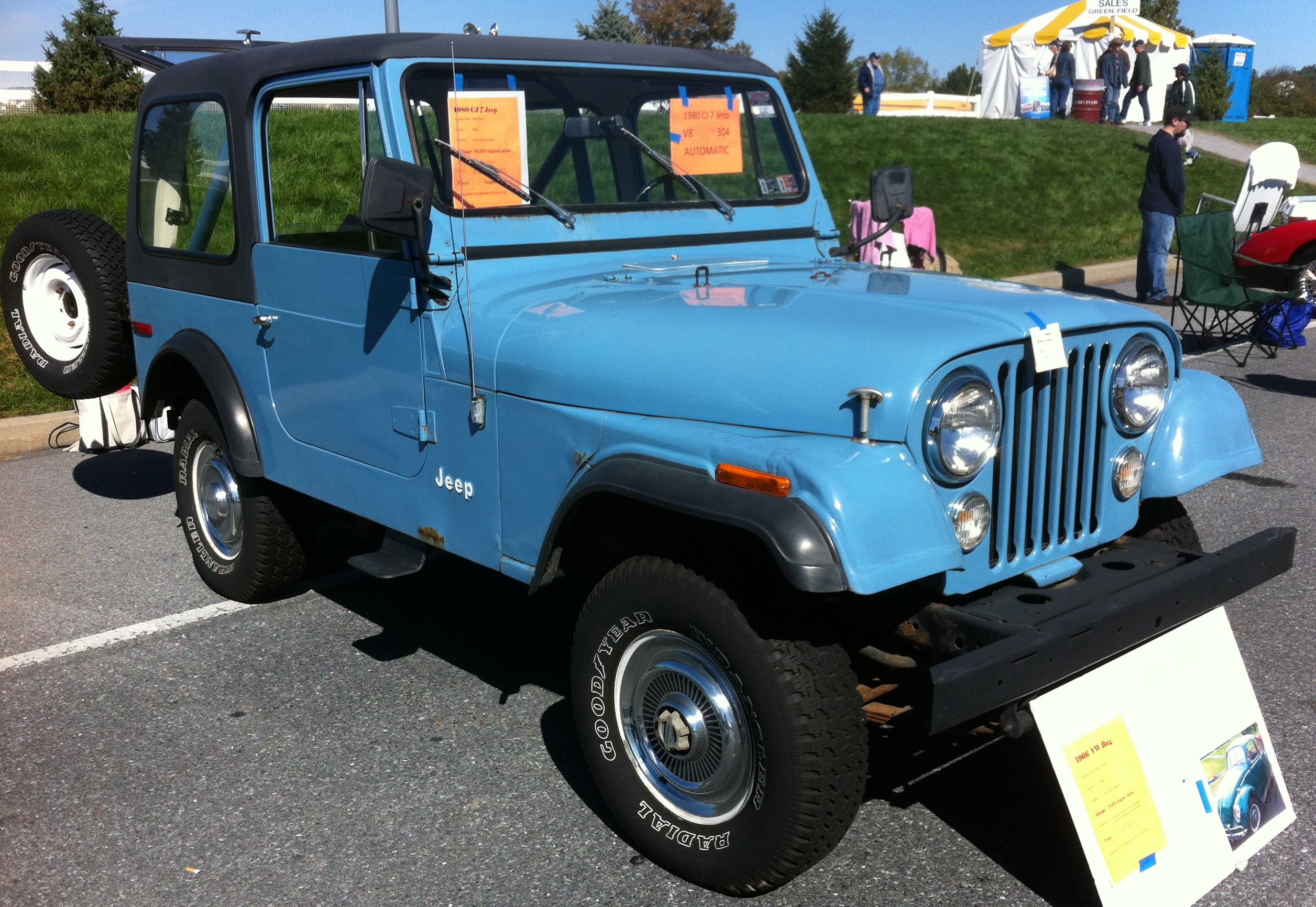
Jeep CJ-7

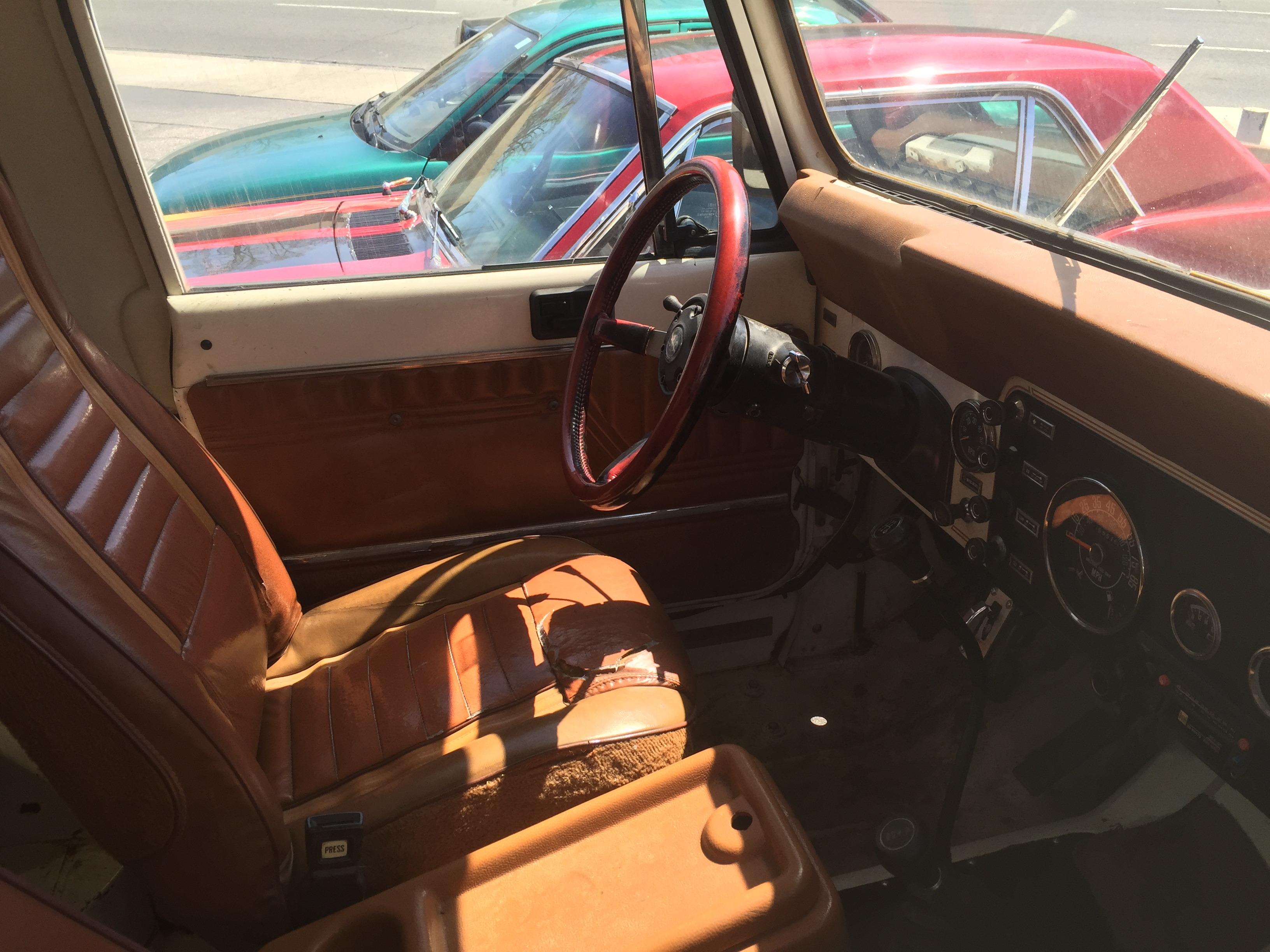

У Jeep CJ-7 була більша колісна база ніж у CJ-5 (2565 мм). За 11 років виробництва з 1976 року по 1986 рік було побудовано 379 299 джипів CJ-7.
CJ-7 отримав нову систему повного приводу Quadra-Trac, була освоєна модифікація з автоматичною трансмісією. Інші зміни включають в себе новий знімний жорсткий верх і сталеві двері. CJ-7 був також доступний у версії Renegade і Laredo. У версії Laredo були встановлені більш комфортабельні сидіння і рульове колесо, а також «хром-пакет», який включає в себе бампер, передню решітку і дзеркала. Опціонально був доступний Trak-Lok - блокування диференціала заднього моста.
Дизельна версія виготовлялася тільки на експорт. Ця модель має двигун «Isuzu C240», коробку передач Tremec T176. Двигуни були надані General Motors, відділенням Isuzu.

### Двигуни
- 150 cu in (2.5 L) AMC I4
- 151 cu in (2.5 L) Iron Duke I4
- 232 cu in (3.8 L) AMC I6
- 258 cu in (4.2 L) AMC I6
- 304 cu in (5.0 L) AMC V8 127 к.с., 298 Нм
- 145 cu in (2.4 L) Isuzu C240 I4 diesel

## CJ-8

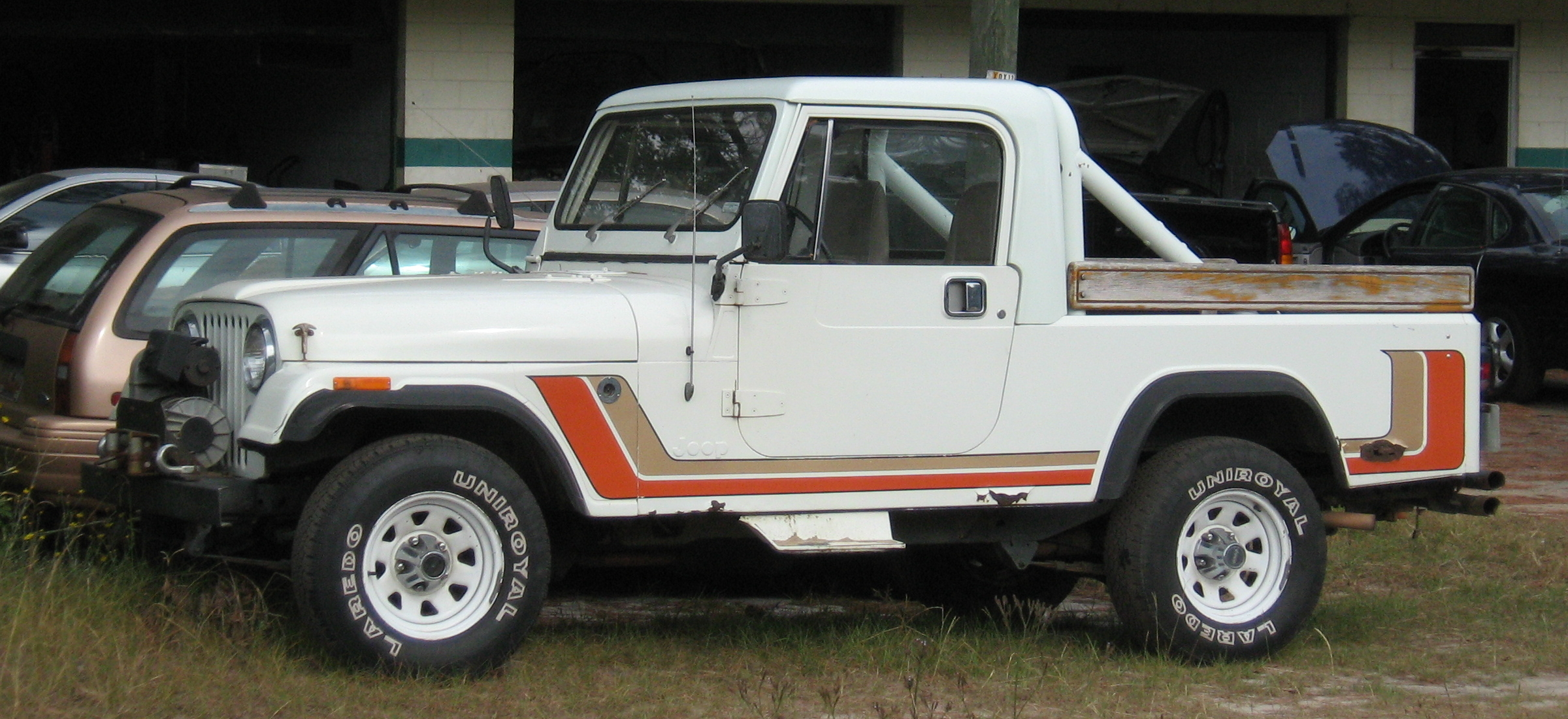
Jeep CJ-8 Scrambler

Jeep Scrambler CJ-8, представлений в 1981 році, був довгобазною версію з кузовом пікап на базі рамного Jeep CJ-7. Протягом п'яти років було побудовано 27 792 пікапів CJ8 Scrambler, після чого йому на зміну прийшов аналогічний за класом легкий пікап Jeep Comanche, заснований на моделі Jeep Cherokee XJ з несучим кузовом.
На CJ-8 Jeep Scrambler не встановлена інноваційна повноприводна трансмісія Quadra-Trac. Більшість CJ-8, використовували чотири-або п'ятиступеневу коробки передач, а триступенева автоматична коробка передач була доступна як опція.
Колишній президент США Рональд Рейган володів синім CJ-8 Scrambler і використовував його на своєму «Ранчо дель Cielo» в Каліфорнії.

### Alaska Postal Service
Для Поштової служби Аляски (Alaska Postal Service) були виготовлені повнорозмірні сталеві хардтопи Scrambler з правостороннім кермом і автоматичною коробкою передач. Замість задніх дверей багажника сталевий жорсткий дах використовував відкидні "амбарні" двері, що відкриваються ззаду. У США було вироблено і продано лише 230 екземплярів. Ці Джипи також широко продавалися у Венесуелі та Австралії як CJ8 Overlander, з невеликими відмінностями, включаючи задні вікна на всю довжину на Overlander. Сталеві хардтопи, що використовувалися на цих поштових Scrambler'ах і Overlander'ах, були відомі як "World Cab" дахи.

## CJ-10

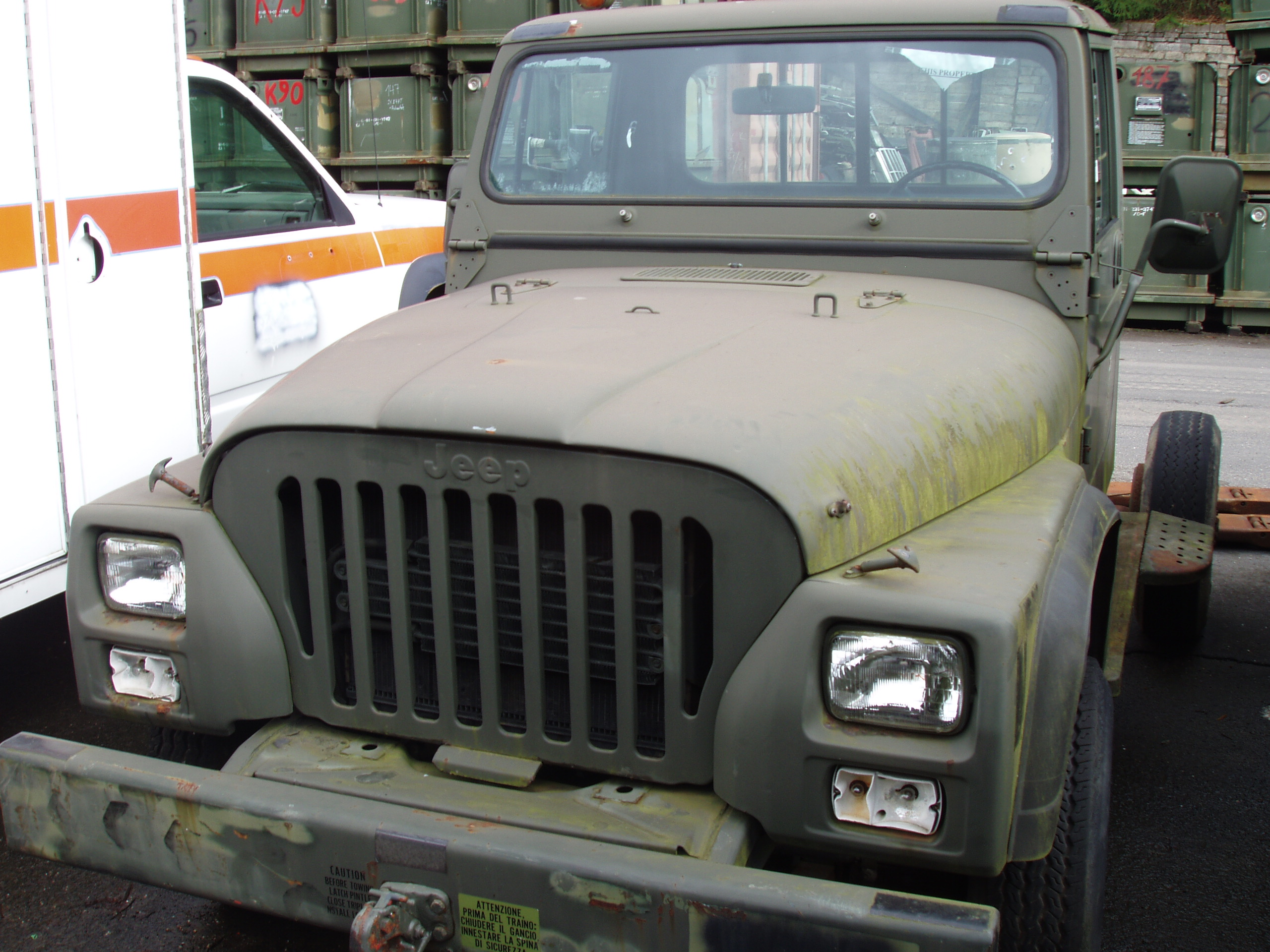
Jeep CJ-10

CJ-10 був пікапом, бзуючимся на сильно модифікованому пікапі Jeep J10, виготовлявся з 1981 по 1985 рік, продавався і розроблявся в основному на експорт (зокрема для Австралії), хоча кілька CJ-10 використовуються ВПС США для буксирування літаків. Особливістю моделі є квадратні фари і радіаторна решітка з 9 прорізами, як на військових моделях (цивільні версії до цього мали грати з 7 прорізами).